# Bachir Boudjelid
Bachir Boudjelid (né le 23 décembre 1978 à Bordj Menaïel en Algérie) est un joueur de football algérien.
Il signe son premier contrat pro à la JS Bordj Menael en 1997. En 1999 il signe à la Jeunesse sportive de Kabylie qu'il quitte deux saisons plus tard pour passer deux saisons à l'IRB Khemis El Khechna qui joue en 2e division puis qui descend en Inter-régions. Après la relégation de Khemis El Khechna il signe à l'US Chaouia où il fait ses preuves. Il est recruté par le CA Bordj Bou Arreridj où il explose enfin en terminant meilleur buteur du club en 2006-2007 et en 2007-2008. Au mercato d'été 2008 il revient à la JSK.

## Carrière
- 1997-1999 :  JS Bordj Menaïel (D2)
- 1999-2001 :  JS Kabylie (D1)
- 2001-2002 :  IRB Khemis El Khechna (D3)
- 2002-2003 :  IRB Khemis El Khechna (D2)
- 2003-2005 :  US Chaouia (D1)
- 2005-2008 :  CA Bordj Bou Arreridj (D1)
- 2008-2009 :  JS Kabylie (D1)
- 2009-2009 :  NA Hussein Dey (D1)
- 2009- :  MO Constantine (D2)[1]

## Palmarès
- Vainqueur de la Coupe de la CAF 2000 et 2001 avec la JS Kabylie.